# Otón I de Borgoña
Otón I (entre 1167 y 1171 - 13 de enero de 1200) fue conde de Borgoña desde 1190 hasta su muerte, y brevemente conde de Luxemburgo de 1196 hasta 1197. Fue el cuarto hijo del emperador Federico Barbarroja y Beatriz, condesa de Borgoña.
Cuando Enrique IV de Luxemburgo murió en 1196, el condado fue confiscado por el emperador para dárselo a Otón. Teobaldo I de Bar, que se había casado con Ermesinda, heredera de Enrique IV, negoció la renuncia de Luxemburgo con Otón en 1197. 
Otón se casó con Margarita, hija de Teobaldo V de Blois, en 1190. Tuvieron 2 hijas :
- Juana I (1190 - 1205): heredó a la muerte de su padre el condado de Borgoña .

- Beatriz II (1191 - 1231): después de la muerte de su hermana, se convirtió en condesa de Borgoña. Casada con Otón I (1180 -1234), duque de Andechs y Merania, con quien tuvo 6 hijos .

Fue asesinado en Besanzón. Su hija Juana heredó el condado de Borgoña.